# Joseph-Marie Amiot
Joseph-Marie Amiot, född den 8 februari 1718, död den 8 oktober 1793, var en fransk jesuit och missionär.
Amyot tillbringade större delen av sin levnad som missionär bland kineserna och var en av de första, genom vilka man i Europa fick några noggrannare underrättelser om de östasiatiska folken.
Resultaten av hans forskningar finnas nedlagda i det stora arbetet Mémoires concernant l'histoire, les sciences et les arts des chinois (Paris 1776-1814). Hans Dictionnaire tatar-mantchou-français utgavs i Paris 1789 av Louis-Mathieu Langlès.